# Bode (rivier)
De Bode is een rivier in de Duitse deelstaat Saksen-Anhalt. Zij ontspringt in het Harzgebergte en stroomt in noordelijke richting om na 169 kilometer in de Saale uit te monden.

## Herkomst
De sage waaraan de naam van de rivier ontleend zou zijn, verhaalt over de mooie koningsdochter Brunhilde. Ze wordt achtervolgd door de reus Bodo die tegen haar zin met haar trouwen wil. Vluchtend op haar witte paard komt ze bij een afgrond. Met een moedige sprong weet ze de overkant te bereiken maar verliest daarbij wel haar gouden kroon. Haar achtervolger haalt de overzijde niet en stort in de diepte. Hierbij verandert hij in een hond. Op de bodem van de rivier zou de hond nog steeds de kroon bewaken. In de rots Roßtrappe, die zich boven het dal van de rivier verheft, is de afdruk van de hoef van het paard van Brunhilde nog terug te vinden. De rivier werd naar deze reus Bode genoemd. François HaverSchmidt beschrijft het verhaal in zijn Op reis uit 1879.

## Loop
In het brongebied in de buurt van de Brocken is de Bode zeer wijd vertakt. De twee voornaamste bronstromen zijn de Kalte en de Warme Bode van respectievelijk 17 en 23 kilometer lang. De beide rivieren, die inderdaad gemiddeld een temperatuurverschil van 2°C vertonen, vloeien samen in de buurt van het stadje Elbingerode. Hierna mondt de rivier uit in het stuwmeer achter de stuwdam Königshütte. Hierna kronkelt de rivier verder naar het stuwmeer achter de stuwdam Wendefurth bij Altenbrak. Hier mondt ook de zijrivier de Rappbode uit in de Bode. Tussen Treseburg en Thale stroomt de Bode door het Bodedal (Bodetal): een brede 10 kilometer lange kloof. Hier is ook de Roßtrappe te vinden. Het dal is een beschermd natuurgebied.
Hierna stroomt de Bode verder naar het noorden door vlakker terrein langs de stadjes Quedlinburg en Gröningen om bij Oschersleben naar het zuidoosten af te buigen. Na Staßfurt en het kruisen van de A14 mondt de rivier bij Nienburg uit in de Saale. In deze benedenloop monden nog de riviertjes de Selke en de Holtemme in de Bode uit.

## Invloed op de literatuur
De Bode, en vooral het smalle Bodedal, is al sinds lang een geliefd reisdoel. De ongerepte natuur speelt een rol in het oeuvre van vele schrijvers. De roman Cécile van Theodor Fontane is hier gesitueerd en Heinrich Heine beschreef het dal in zijn Harzreise. Ook van Klopstock en Goethe is bekend dat zij hier graag kwamen.

## Stuwdammen in het stroomgebied van de Bode
De Bode was berucht vanwege zijn grote debietverschillen. Dit leidde regelmatig tot overstromingen. In de twintigste eeuw werd daarom een systeem van stuwdammen aangelegd in de rivier. De stuwmeren hebben ook een functie als drinkwatervoorziening en voor elektriciteitsopwekking.
| Naam stuwdam          | Bouwperiode          | coördinaten van de dam         | Gestuwde rivier | Hoogte ten opzichte van de dalbodem | Oppervlakte stuwmeer | Volume stuwmeer | Afbeelding |
| --------------------- | -------------------- | ------------------------------ | --------------- | ----------------------------------- | -------------------- | --------------- | ---------- |
| Talsperre Wendefurth  | 1957-1966            | 51° 44′ 29″ NB, 10° 53′ 42″ OL | Bode            | 33,8 m                              | 78 ha                | 8,54 milj. m³   |            |
| Rappbodevorsperre     | 1961                 | 51° 42′ 34″ NB, 10° 48′ 9″ OL  | Rappbode        | 25 m                                |                      | 1,66 milj. m³   |            |
| Hasselvorsperre       | 1956-1960            | 51° 42′ 32″ NB, 10° 49′ 55″ OL | Rappbode        | 21 m                                | 25 ha                | 1,64 milj. m³   |            |
| Rappbode-Talsperre    | 1952-1959            | 51° 44′ 26″ NB, 10° 53′ 48″ OL | Rappbode        | 90 m                                | 390 ha               | 109,08 milj. m³ |            |
| Talsperre Königshütte | 1939-1943, 1952-1956 | 51° 44′ 12″ NB, 10° 48′ 24″ OL | Bode            | 13 m                                | 32 ha                | 1,2 milj. m³    |            |
| Mandelholztalsperre   | 1952-1957            | 51° 44′ 51″ NB, 10° 44′ 36″ OL | Kalte Bode      | 26 m                                |                      | 4,47 milj. m³   |            |